# M40-Gasmaske

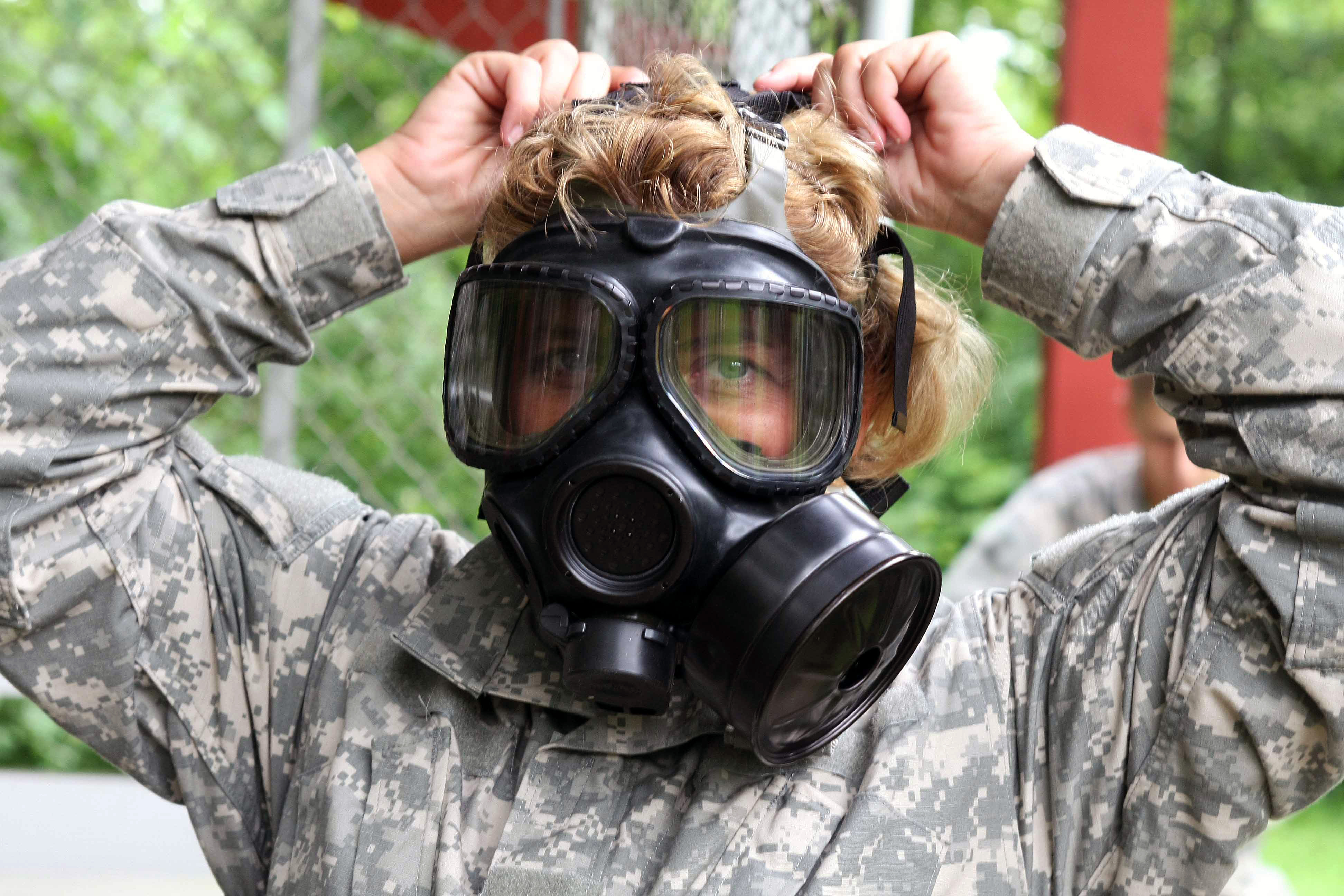
US-Soldatin mit M40-Gasmaske

Die M40-Gasmaske wird von der United States Army verwendet. Sie wurde um das Jahr 1990 eingeführt und ersetzte die bislang genutzte M17-Gasmaske. In der United States Navy und der United States Air Force wurde gleichzeitig ein anderes Modell eingeführt. Dort hatte man sich für die MCU-2/P-Gasmaske entschieden. Ein gemeinsames Nachfolgemodell ist die M50-Gasmaske.